# 파트스쿠아로

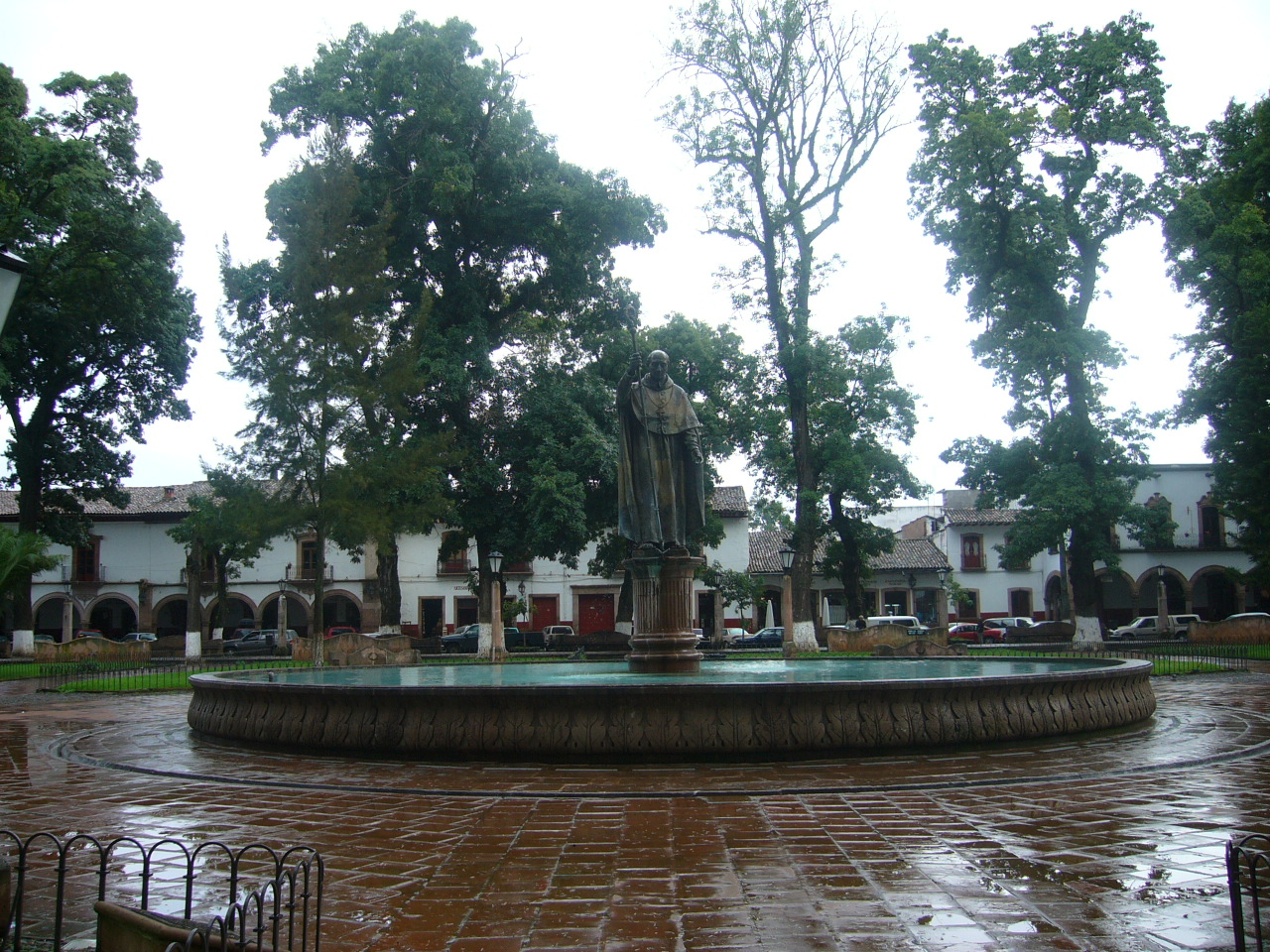
파트스쿠아로

파트스쿠아로(스페인어: Pátzcuaro)는 멕시코 미초아칸주에 위치한 도시로 면적은 435.96km2, 높이는 2,140m, 인구는 79,868명(2005년 기준)이다.